# Baviera
L'Estat Lliure de Baviera (en bavarès Boarn, en alemany Freistaat Bayern [ˈbaːjɐ̪n];  Freistaat Bayern (?·pàg.)) és l'estat més meridional dels setze Länder o estats federats d'Alemanya. El nom oficial és Freistaat Bayern, Estat Lliure de Baviera o República de Baviera, atès que històricament Freistaat és un sinònim de república. Antigament rebia els noms de Bavera o Bavària en català. És la regió alemanya amb una personalitat històrica i política més diferenciada de la resta; l'antic regne de Baviera va ser autònom fins que el 1871 es va annexionar a l'imperi alemany. La capital és Múnic (München)

## Geografia

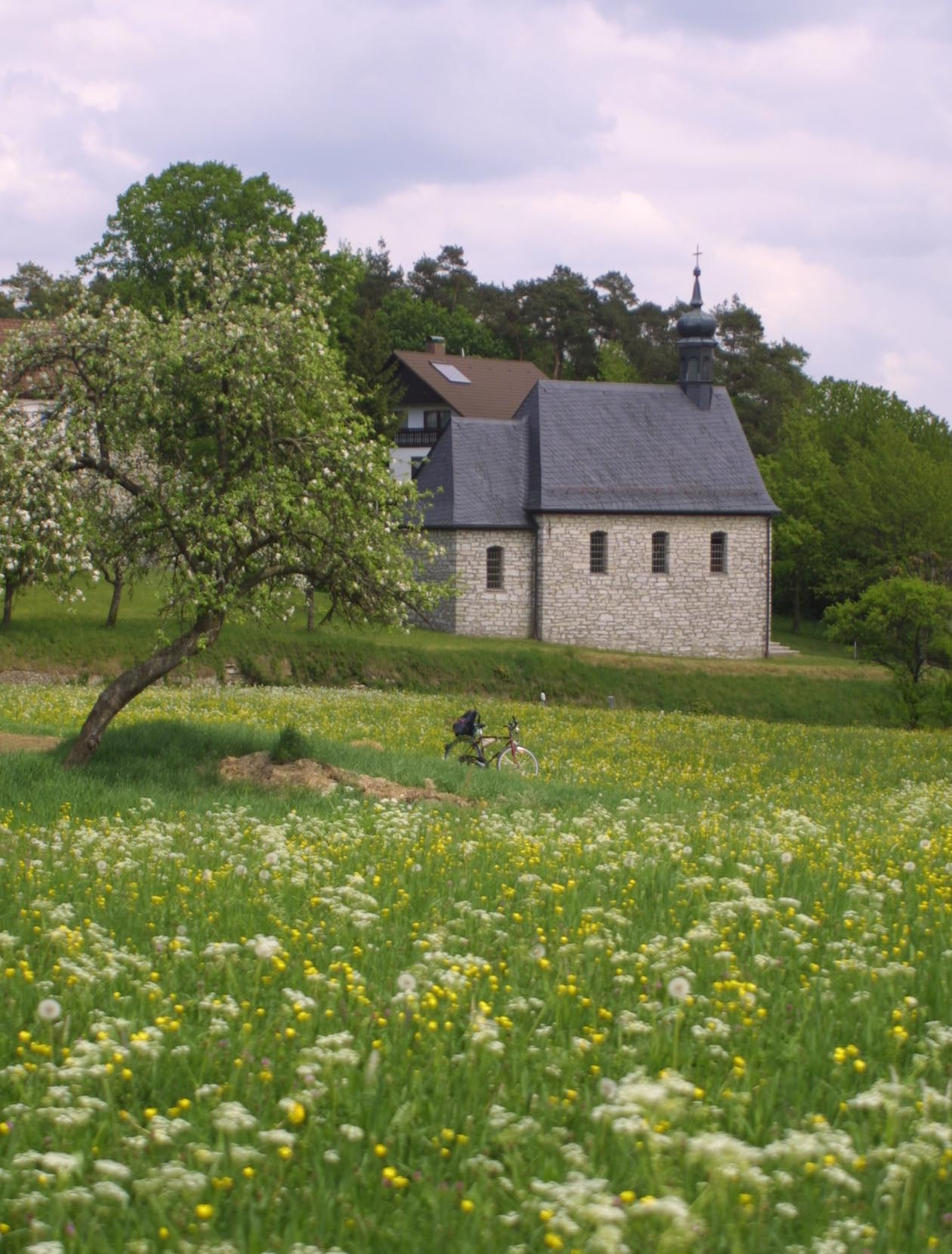
Capella de Laibarös prop de Bamberg (Alta Francònia), al nord de Baviera

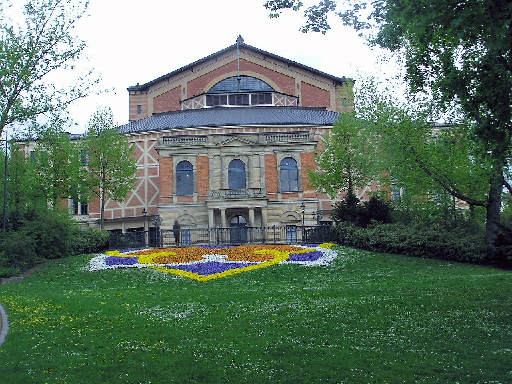
Teatre del festival de Wagner, a Bayreuth.

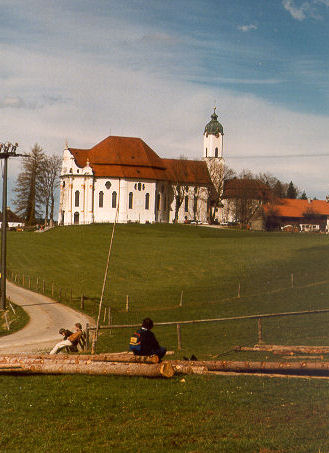
Església de Wies.

Baviera limita amb Àustria pel sud, amb la República Txeca a l'est, amb l'estat lliure de Saxònia pel nord-est, amb l'estat lliure de Turíngia pel nord, amb l'estat de Hessen pel nord-oest i amb el land de Baden-Württemberg per l'oest.
Amb els seus 70.549,11 km² de superfície és el land més gran d'Alemanya, i la seva població és d'uns 12,9 milions d'habitants (2016), cosa que dona una densitat de població de 183 hab./km².
La capital de Baviera és la ciutat de Múnic (München en alemany), i les principals ciutats, a banda de la capital, són: Nuremberg (Nürnberg), Augsburg, Ratisbona (Regensburg), Würzburg, Ingolstadt, Fürth, Erlangen i Landshut.
Els principals rius són el Danubi (Donau) i el seu afluent l'Inn, així com el Main, afluent del Rin (Rhein).

## Història
Entre el 3900 i el 3500 aC va desenvolupar-s'hi la cultura Altheim, quan els assentaments agrícoles ja eren voltats per fortificacions. Hi ha també nombroses restes de l'edat de bronze (1800 aC-1200 aC), i finalment de l'edat del ferro, que en aquesta zona es denomina època Hallstatt.

### Època cèltica
Durant el període Hallstatt trobem l'aparició a Baviera dels celtes. Una de les seues característiques socials eren els seus forts llaços familiars i de clans. Una d'aquestes tribus, els vindileci s'assentaren en el territori comprés entre els rius Inn i Lech, i van fundar la seua capital a Manching, prop d'Ingolstadt.
Els celtes bàvars tingueren una gran relació amb l'àmbit mediterrani, especialment amb etruscos i grecs, amb els quals comerciaven. Ciutats com Ratisbona (Regensburg), Kempten, Straubing i Passau són fundacions cèltiques.

### Època romana
L'any 15 aC, les legions romanes, sota el comandament de Drus i Tiberi van derrotar els pobles cèltics i van arribar fins al Danubi. Aquest riu es va constituir com a frontera (limes) de l'imperi. El sud de Baviera es va dividir en dues províncies, Raetia i Noricum. La ciutat de Vindelicorum, actualment Augsburg, va ser fundada per l'emperador August, d'on prové el seu nom (ciutat d'August), i va ser la ciutat principal d'aquesta àrea.
Al segle iii, Raetia i Noricum van ser atacades per les tribus germàniques dels marcomans i els alamans. Les primeres incursions van ser rebutjades per Marc Aureli, però les dues províncies van ser devastades a finals del segle iii per les invasions i les guerres civils. Una vegada pacificades, van viure cent anys de tranquil·litat, fins que noves invasions van deixar finalment la zona sota domini germànic.

### Grans migracions i origen del cristianisme
No és clar l'origen dels pobles bàvars, però es creu que provenen d'una tribu coneguda pels romans com els baiovars, que s'instal·laren al sud de Baviera entre el 450 i el 550 dC, i es pensa que provenien de l'actual Bohèmia (oest de l'actual República Txeca). Les tribus d'alamans es convertiren en els veïns occidentals dels baiovars, separats pel riu Lech, mentre que la regió situada al nord, a l'altra banda del Danubi va ser ocupada pels francs. La situació va romandre estable fins a l'actualitat, amb la suma d'aquests tres territoris i amb l'annexió de Francònia el 1803.
En un principi el paganisme va perviure llarg temps, fins que missioners irlandesos, anglosaxons i francs van començar a cristianitzar aquesta regió des de principis del segle vii. En aquesta època es fundaren els bisbats de Passau, Freising, Passau i l'actual Salzburg, que estaven sota el control directe del bisbe missioner anglosaxó Bonifaci de Crediton.
Els monestirs benedictins, com el de Weltenburg i Benediktbeuern també tingueren gran importància en l'establiment del cristianisme i el desenvolupament cultural des de finals del segle VII i principis del VIII.

### Ducat de Baviera
El ducat de Baviera va ser fundat a mitjan segle vi, amb la dinastia dels Agilofing, que provenia probablement dels territoris de l'estat merovingi situat a l'oest, del qual era vassall.
El primer duc de Baviera de qui es té notícia fou Garibald I (555-591). Segons la Lex Naiuvariorum, el primer codi legal bavarès, el ducat pertanyia a aquesta dinastia.
Per a perpetuar el seu estatus, els Agilofing van iniciar una política de matrimonis amb dinasties d'alamans, longobards i francs. El paper dels ducs en aquesta època era bàsicament guerrer i judicial. La principal ciutat era Ratisbona i el ducat va créixer cap al que després va ser Àustria.
Sota el regnat de Tassil III (748-788), últim duc de la dinastia Agilofing, el ducat va estendre's fins a la regió austríaca de Caríntia.
Va ser un estat independent fins al 1871, en què s'incorporà al segon imperi alemany (Alemanya pròpiament dita) sense deixar de ser un regne (ho havia estat des del 1806, amb la dissolució del primer imperi). La monarquia bavaresa, com l'imperi alemany, fou abolida al final de la Primera Guerra Mundial, quan fou proclamat l'actual estat lliure federat, que s'incorporà a la República de Weimar.

## Economia
Baviera és des de fa molt temps una de les economies més importants d'Alemanya i d'Europa; el seu PIB va sobrepassar els 434.000 milions d'Euros l'any 2007. Aquest PIB supera el de 20 de 27 països de la UE. El PIB per habitant és de 34.716 €.
Destaquen de manera significativa les regions metropolitanes de Múnic i Nuremberg.
Altament agrícola fa tot just mig segle, l'Estat Lliure de Baviera s'ha convertit en la "meca europea de l'alta tecnologia" Bill Gates i en un soci comercial amb presència mundial. El recent rècord d'exportació amb més de 154 mil milions d'euros l'any 2007 subratlla l'alta capacitat competitiva de l'economia bavaresa a nivell internacional.
L'economia bavaresa es conforma, a banda de les companyies amb presència global com Allianz, Infineon, European Aeronautic Defence and Space company EADS, Siemens, BMW, Audi, Adidas, Puma i MAN, d'una densa xarxa d'empreses petites i mitjanes de la indústria, artesanals i de serveis. El sector de serveis ocupa una posició destacada a Baviera. És així que Baviera s'ha convertit en la seu asseguradora número 1 i bancària número 2 d'Alemanya. En el sector turisme, Baviera es troba a la punta. Els recintes firals de Múnic i Nuremberg gaudeixen de gran importància internacional.
Fonts: 
Invest in Baviera (Ministeri d'Economia, Infraestructura, Transports i Tecnologia de l'Estat de Baviera).
La Vanguardia (26/01/2011)

## Divisions administratives

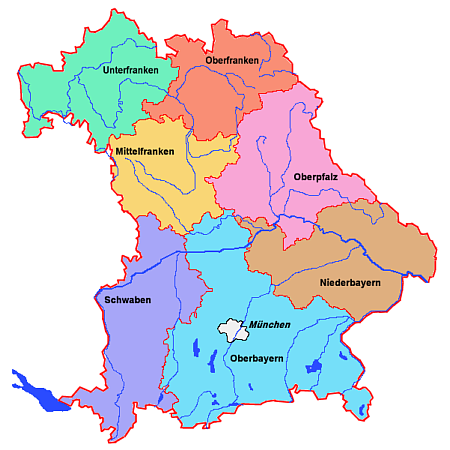
Les Regierungsbezirke de Baviera

Baviera es divideix en set regions administratives anomenades Regierungsbezirke (en singular Regierungsbezirk). Aquestes set regions administratives són compostes per 71 districtes rurals anomenats Landkreise i 25 districtes urbans (kreisfreien Städte).
| Regierungsbezirk | en català         | Capital   | Superfície    | Població (Set 2005) | h./km² |
| Oberbayern       | Alta Baviera      | Múnic     | 17.529,63 km² | 4.232.962           | 241    |
| Niederbayern     | Baixa Baviera     | Landshut  | 10.329,91 km² | 1.197.631           | 116    |
| Oberpfalz        | Alt Palatinat     | Ratisbona | 9.691,03 km²  | 1.090.318           | 113    |
| Oberfranken      | Alta Francònia    | Bayreuth  | 7.231,00 km²  | 1.103.239           | 153    |
| Mittelfranken    | Francònia Mitjana | Ansbach   | 7.244,85 km²  | 1.708.841           | 236    |
| Unterfranken     | Baixa Francònia   | Würzburg  | 8.530,99 km²  | 1.342.308           | 157    |
| Schwaben         | Suàbia            | Augsburg  | 9.992,03 km²  | 1.789.698           | 179    |
| Bayern           | Baviera           | Múnic     | 70.549,11 km² | 12.464.997          | 177    |

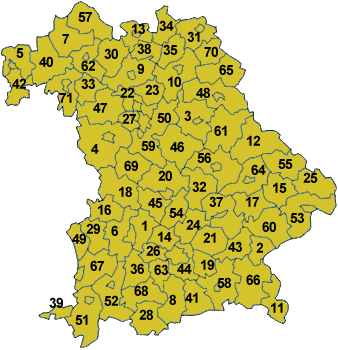
Districtes de Baviera

Els 71 Districtes rurals de Baviera són:
1. Aichach-Friedberg (AIC)
2. Altötting (AÖ)
3. Amberg-Sulzbach (AS)
4. Ansbach (AN)
5. Aschaffenburg (AB)
6. Augsburg (A)
7. Bad Kissingen (KG)
8. Bad Tölz-Wolfratshausen (TÖL)
9. Bamberg (BA)
10. Bayreuth (BT)
11. Berchtesgadener Land (BGL)
12. Cham (CHA)
13. Coburg (CO)
14. Dachau (DAH)
15. Deggendorf (DEG)
16. Dillingen an der Donau (DLG)
17. Dingolfing-Landau (DGF)
18. Donau-Ries (DON)
19. Ebersberg (EBE)
20. Eichstätt (EI)
21. Erding (ED)
22. Erlangen-Höchstadt (ERH)
23. Forchheim (FO)
24. Freising (FS)
25. Freyung-Grafenau (FRG)
26. Fürstenfeldbruck (FFB)
27. Fürth (FÜ)
28. Garmisch-Partenkirchen (GAP)
29. Günzburg (GZ)
30. Haßberge (HAS)
31. Hof (HO)
32. Kelheim (KEH)
33. Kitzingen (KT)
34. Kronach (KC)
35. Kulmbach (KU)
36. Landsberg am Lech (LL)
37. Landshut (LA)
38. Lichtenfels (LIF)
39. Lindau (LI)
40. Main-Spessart (MSP)
41. Miesbach (MB)
42. Miltenberg (MIL)
43. Mühldorf am Inn (MÜ)
44. München (M)
45. Neuburg-Schrobenhausen (ND)
46. Neumarkt in der Oberpfalz (NM)
47. Neustadt an der Aisch-Bad Windsheim (NEA)
48. Neustadt an der Waldnaab (NEW)
49. Neu-Ulm (NU)
50. Nürnberger Land (LAU)
51. Districte d'Oberallgäu (OA)
52. Districte d'Ostallgäu (OAL)
53. Districte de Passau (PA)
54. Districte de Pfaffenhofen an der Ilm (PAF)
55. Districte de Regen (REG)
56. Ratisbona (R)
57. Rhön-Grabfeld (NES)
58. Districte de Rosenheim (RO)
59. Districte de Roth (RH)
60. Districte de Rottal-Inn (PAN)
61. Districte de Schwandorf (SAD)
62. Districte de Schweinfurt (SW)
63. Districte de Starnberg (STA)
64. Straubing-Bogen (SR)
65. Districte de Tirschenreuth (TIR)
66. Districte de Traunstein (TS)
67. Unterallgäu (MN)
68. Weilheim-Schongau (WM)
69. Weißenburg-Gunzenhausen (WUG)
70. Wunsiedel im Fichtelgebirge (WUN)
71. Würzburg (WÜ)

| Els 25 districtes urbans o ciutats sense districte de Baviera:                                                                                      | | |
| 1. Amberg (AM) 2. Ansbach (AN) 3. Aschaffenburg (AB) 4. Augsburg (A) 5. Bamberg (BA) 6. Bayreuth (BT) 7. Coburg (CO) 8. Erlangen (ER) 9. Fürth (FÜ) | Hof (HO) Ingolstadt (IN) Kaufbeuren (KF) Kempten (KE) Landshut (LA) Memmingen (MM) Múnic (M) Nürnberg (N) | Passau (PA) Ratisbona (R) Rosenheim (RO) Schwabach (SC) Schweinfurt (SW) Straubing (SR) Weiden in der Oberpfalz (WEN) Würzburg (WÜ) |

## Llista de ministres-presidents de Baviera
| Ministres-Presidents de Baviera | Ministres-Presidents de Baviera | Ministres-Presidents de Baviera | Ministres-Presidents de Baviera | Ministres-Presidents de Baviera | Ministres-Presidents de Baviera |
| Núm.                            | Nom                             | Naixement-Mort                  | Partit                          | Inici de mandat                 | Fi de mandat                    |
| ------------------------------- | ------------------------------- | ------------------------------- | ------------------------------- | ------------------------------- | ------------------------------- |
| 1                               | Fritz Schäffer                  | 1888–1967                       | CSU                             | 28 de maig de 1945              | 28 de setembre de 1945          |
| 2                               | Wilhelm Hoegner                 | 1887–1980                       | SPD                             | 28 de setembre de 1945          | 21 de desembre de 1946          |
| 3                               | Hans Ehard                      | 1887-1980                       | CSU                             | 21 de desembre de 1946          | 14 de desembre de 1954          |
| 4                               | Wilhelm Hoegner                 | 1887-1980                       | SPD                             | 14 de desembre de 1954          | 16 d'octubre de 1957            |
| 5                               | Hanns Seidel                    | 1901-1961                       | CSU                             | 16 d'octubre de 1957            | 26 de gener de 1960             |
| 6                               | Hans Ehard                      | 1887-1980                       | CSU                             | 26 de gener de 1960             | 11 de desembre de 1962          |
| 7                               | Alfons Goppel                   | 1905-1991                       | CSU                             | 11 de desembre de 1962          | 7 de novembre de 1978           |
| 8                               | Franz Josef Strauß              | 1915-1988                       | CSU                             | 7 de novembre de 1978           | 3 d'octubre de 1988             |
| 9                               | Max Streibl                     | 1932-1998                       | CSU                             | 3 d'octubre de 1988             | 28 de maig de 1993              |
| 10                              | Edmund Stoiber                  | * 1941                          | CSU                             | 28 de maig de 1993              | 9 d'octubre de 2007             |
| 11                              | Günther Beckstein               | * 1943                          | CSU                             | 9 d'octubre de 2007             | 27 d'octubre de 2008            |
| 12                              | Horst Seehofer                  | * 1949                          | CSU                             | 27 d'octubre de 2008            | 13 de març de 2018              |
| 13                              | Markus Söder                    | * 1967                          | CSU                             | 16 de març de 2018              | actualitat                      |